# Elevador espacial

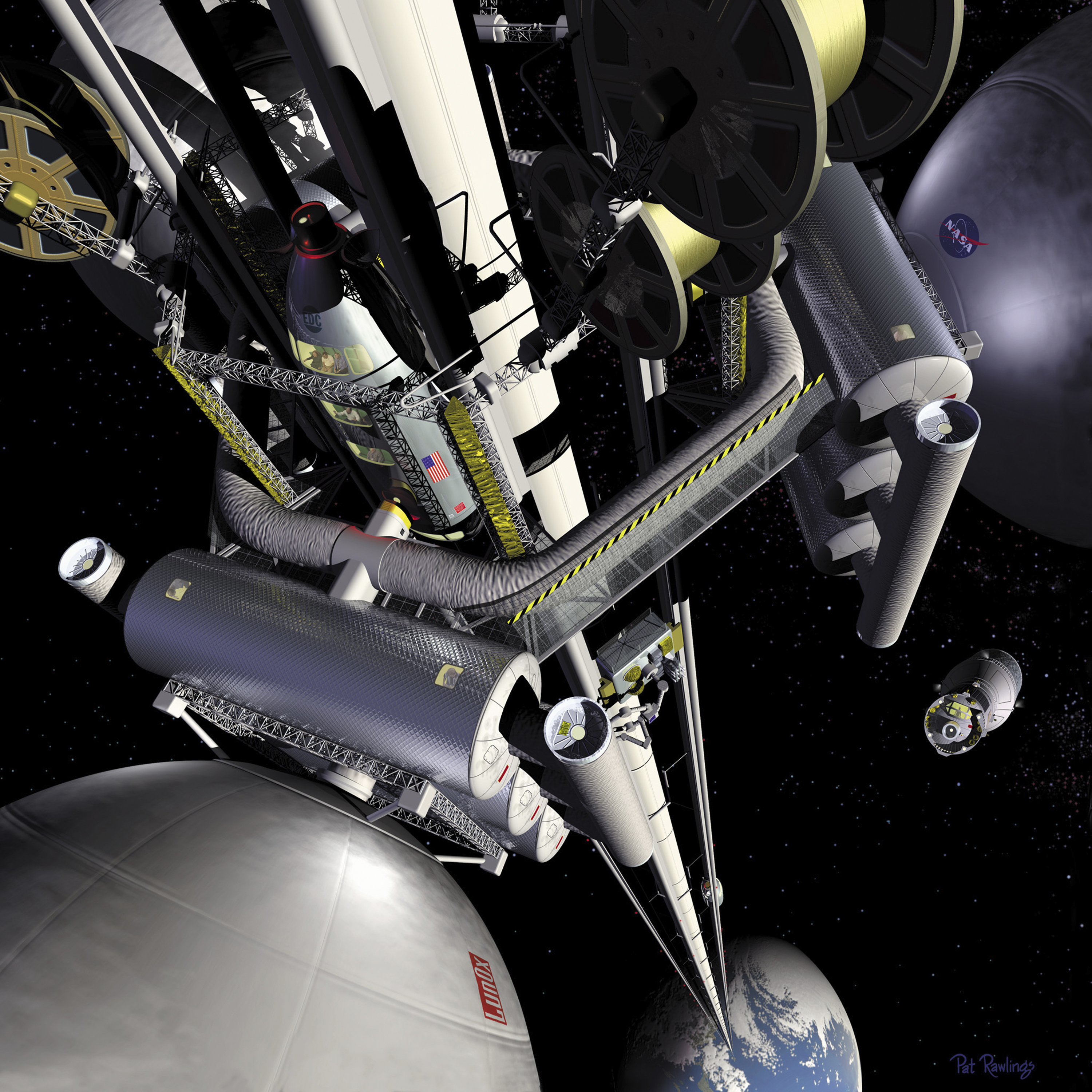
Representação artística feita pela NASA

Um elevador espacial é uma estrutura teórica destinada a transportar carga da superfície de um planeta para o espaço. Muitos tipos diferentes de elevadores espaciais já foram propostos, todos eles com o mesmo objetivo de substituir a propulsão de foguetes pelo uso de uma via fixa para transporte, não muito diferente de um elevador, para colocar cargas em órbita ou mesmo para lançar a mesma para o espaço. Os elevadores espaciais às vezes são chamados de "beanstalks" ("pé de feijão", numa referência à história João e o Pé de Feijão), "pontes espaciais", "flutuadores espaciais", "escadas espaciais", "ganchos espaciais" e "torres orbitais".
A proposta mais comum trata de um cabo, ou fita, que vai da superfície do planeta até além da órbita geossíncrona. O cabo seria mantido em posição pela força centrífuga resultante da rotação do planeta. A carga seria então colocada em órbita por veículos que subiriam e desceriam pelo cabo, sem precisar de motores de foguete para tal. Este tipo de estrutura permitiria que grandes quantidades de carga e pessoal fossem colocados em órbita a uma fração do custo de colocar uma carga em órbita usando métodos tradicionais.

## História

### Primeiros conceitos
O conceito de elevador espacial apareceu primeiro em 1895 quando um cientista russo, Konstantin Tsiolkovsky, se inspirou na Torre Eiffel em Paris para considerar uma torre que chegasse ao espaço. Ele imaginou a colocação de um "castelo celestial" no fim de um cabo fino, com o "castelo" orbitando a Terra em uma órbita geossíncrona (ou seja, o castelo ficaria sobre o mesmo ponto na superfície da Terra). A torre seria construída de baixo para cima até uma altitude de 35 790 km (órbita geoestacionária). Alguns comentários de Nikola Tesla sugerem que ele também concebeu uma torre deste tipo. As notas de Tsiolkovsky foram passadas para trás da Cortina de Ferro após a sua morte.
A torre de Tsiolkovsky poderia lançar objetos em órbita sem necessitar um foguete. Como o elevador adquiriria velocidade orbital à medida que subisse pelo cabo, um objeto solto no topo da torre também teria a velocidade orbital necessária para permanecer em órbita geossíncrona.

### Século XX
Construir a partir do solo, entretanto, provou ser uma tarefa impossível, não havia material com resistência a tração suficiente para suportar seu próprio peso nestas condições. Demorou até 1957 para outro cientista russo, Yuri N. Artsutanov, conceber um método mais prático para construir uma torre espacial. Artsutanov sugeriu o uso de um satélite geossíncrono como base para a construção da torre. Usando um contrapeso, um cabo seria baixado desde a órbita geossíncrona até  superfície da Terra ao mesmo tempo em que o contrapeso seria estendido para longe da Terra, a partir do satélite, mantendo o centro de gravidade do cabo imóvel em relação à Terra. Artsutanov publicou sua ideia no suplemento dominical do Komsomolskaya Pravda em 1960. Ele também propôs que a espessura do cabo fosse variável, de forma que a tensão no mesmo fosse constante. Desta forma o cabo seria fino no nível do chão, ficando mais espesso à medida que se avançasse em direção à GEO.
Fazer um cabo de mais de 35 000 km de comprimento é uma tarefa difícil. Em 1966, quatro engenheiros americanos decidiram determinar que tipo de material seria necessário para construir um elevador espacial, assumindo que seria um cabo contínuo sem variações na sua seção transversal. Eles descobriram que a resistência necessária seria o dobro da de qualquer material existente na época, incluindo grafite, quartzo, e o diamante.
Em 1975, um cientista americano, Jerome Pearson, projetou uma sessão escalonada que melhor funcionaria na construção do elevador. O cabo completo seria mais espesso na órbita geossíncrona, onde a tensão seria maior, e mais fino nas pontas para reduzir a quantidade de peso por unidade de área da seção transversal que qualquer ponto do cabo teria que suportar. Ele sugeriu usar um contrapeso que seria lentamente estendido além dos 144 000 km (quase metade da distância até a Lua) conforme a porção inferior do elevador seria construída. Sem um grande contrapeso, a porção superior do cabo teria que ser maior que a porção inferior devido á forma com que a atração gravitacional e a força centrífuga mudam com a distância da Terra. Sua análise incluiu distúrbios como a gravidade da Lua, vento e cargas subindo e descendo pelo cabo. A massa de material necessário para construir o elevador iriam exigir milhares de viagens do ônibus espacial, mesmo que parte do material poderia ser transportado para cima pelo próprio elevador quando uma certa quantia mínima de cabos atingissem o solo, ou fosse fabricado no espaço a partir de minérios de asteroides ou lunares.
Em 1977, Hans Moravec publicou um artigo chamado "A Non-Synchronous Orbital Skyhook", no qual ele propôs uma modificação na ideia do elevador espacial para um sistema de propulsão com mais chances de se tornar realidade. (Journal of the Astronautical Sciences, Vol. 25, Oct.-Dec. 1977)
Arthur C. Clarke introduziu o conceito do elevador espacial a uma audiência maior no seu romance de 1978, The Fountains of Paradise (As Fontes do Paraíso), no qual engenheiros constroem um elevador espacial no topo de um pico de uma montanha na ilha fictícia de Taprobana (que era um dos primeiros nomes do Sri Lanka).
Na novela de 1982 Friday de Robert A. Heinlein, a personagem principal faz uso do "Elevador de Nairobi" nas suas viagens.
Em 1999, Larry Niven escreveu o livro Rainbow Mars que continha uma "Árvore Pendurada", um elevador espacial orgânico capaz de viagens interestelares. O livro discutia com habilidade os vários méritos/deméritos deste tipo de abordagem ao elevador espacial, o demérito principal era que a água necessária para sustentar uma 'árvore' tão grande era tanta que drenaria toda a água dos seus planetas hospedeiros - e este será também o tema central da trama para explicar a desertificação de Marte.

### Século XXI
Davud Smitherman, do NASA/Marshall's Advanced Projects Office (Escritório de Projetos Avançados) compilou planos que poderiam transformar o elevador espacial de ficção científica em realidade. Sua publicação, "Space Elevators: An Advanced Earth-Space Infrastructure for the New Millennium", é baseada nas novidades de uma conferência sobre infraestruturas espaciais que ocorreu no Marshall Space Flight Center em 1999.
Outro cientista norte-americano, Bradley C. Edwards, sugeriu a criação de uma fita de 100.000 quilômetros de comprimento, com a espessura de papel, que poderia ter uma grande chance de sobreviver ao impacto de meteoros. O trabalho de Edwards foi expandido para cobrir: o cenário da construção, o projeto do ascensor, o sistema de energia, como evitar detritos espaciais, o sistema de ancoragem, como resistir ao oxigênio atómico, como evitar raios e furacões ao localizar a âncora no Pacífico Equatorial Ocidental, custos de construção, cronograma da construção, e perigos ambientais. Estão sendo feitos planos para completar os projetos de engenharia, desenvolvimento de materiais e o início da construção do primeiro elevador. O financiamento até agora tem vindo do NASA Institute for Advanced Concepts. Espera-se que o financiamento no futuro venha da NASA, do Departamento de Defesa dos Estados Unidos, e de fontes públicas e privadas.
O maior empecilho para o projeto proposto por Edwards são os limites tecnológicos para o material do cabo. Os seus cálculos pedem uma fibra composta de nanotubos de carbono unidas por cola epoxy, com uma resistência mínima à tração de 130 GPa (incluindo um fator de segurança de 2); entretanto, testes feitos em 2000 de nanotubos de carbono individuais, que devem ser bem mais fortes que uma fibra feita com epoxy, indicam uma valor máximo de 52GPa. Nanotubos de carbono com múltipla parede apresentaram resistência à tração de até 63 GPa.
Os proponentes do elevador espacial planejam competições para tecnologias de elevadores espaciais, similares ao  Ansari X Prize. Elevator:2010 irá organizar competições anuais para ascensores, fitas e sistemas de raios de energia. O Robolympics Space Elevator Ribbon Climbing organiza competições de robôs ascensores. Em março de 2005, o programa da NASA Centennial Challenges anunciou uma parceria com o Spaceward Foundation (o operador de Elevator:2010), elevando o valor total dos prêmios para 400 mil dólares.
Em 27 de abril de 2005, o LiftPort Group, formado por companhias de elevador espacial, anunciou que construirá uma planta de manufatura de nanotubos de carbono em Millville, Nova Jersey, para fornecer esses fortes materiais a indústrias de vidros, plástico e metais. Apesar da LiftPort ter esperanças de eventualmente usar nanotubos na construção de um elevador espacial de 100 000 km, essa ação permitirá que tenha lucros a curto prazo e conduza pesquisas e desenvolvimentos em novos métodos de produção. Em 9 de Setembro o grupo anunciou que obteve permissão da Federal Aviation Administration para usar o espaço aéreo para conduzir testes preliminares com os seus ascensores robóticos de alta altitude. A experiência foi um sucesso.
Em 13 de fevereiro de 2006, o LiftPort Group anunciou que no início do mesmo mês testou uma milha de cabo de elevador espacial feito de um composto de fibras de carbono e fibra de vidro medindo 5 cm de largura e 1 mm de espessura, elevado por balões.
A companhia x-Tech Projects também estuda um elevador espacial comercial.

## Tipos

### Elevadores espaciais sem cabo
Atualmente apenas os elevadores espaciais que usam cabos são ativamente pesquisados para exploração espacial, mas existem alguns conceitos relacionados que merecem menção: as fontes espaciais, e as estruturas compressivas espaciais (estruturas que se mantêm em posição por si mesmas).
Uma fonte espacial utilizaria projéteis disparados do solo por uma mass driver (um dispositivo que usa forças magnéticas para acelerar os projéteis), com os projéteis viajando no centro da torre. Estes projéteis iriam passar sua energia cinética para a torre por meio de um desvio causado por um campo magnético que colocaria os mesmos em direção ao solo novamente. Desta forma, a estrutura não seria suportada pela compressão de uma estrutura, e poderia ter centenas de quilômetros de altura. Além disso, ao contrário de elevadores espaciais, que usam um cabo, e que precisam ser posicionados próximos ao equador, as fontes espaciais poderiam ser colocadas em qualquer latitude. Entretanto, as fontes espaciais necessitariam de alimentação de energia contínua para se manter em funcionamento.
Estruturas compressivas são similares a torres de rádio. Apesar de estas estruturas poderem atingir a altitude espacial (100 km), é improvável que atinjam a órbita geoestacionária (35 786 km). Devido à diferença entre voos orbitais e suborbitais, seriam necessários foguetes adicionais ou outras formas de propulsão para atingir a velocidade orbital. Arthur C. Clarke propôs uma torre espacial compressiva feita de diamante em sua novela 2061: Odisseia Três, uma segunda sequência à sua famosa 2001: Uma Odisseia no Espaço.

### Elevadores orbitais
Este conceito, também chamado elevador espacial orbital, elevador geossíncrono orbital, ou um beanstalk, é um subconjunto do conceito de ganchos espaciais. A construção seria um projeto imenso: um cabo deve ser construído com um material que consiga suportar um tremendo stress, ao mesmo tempo sendo leve, econômico, e que possa ser manufaturado em grandes quantidades. A tecnologia de materiais atual não atende estes requerimentos, apesar da tecnologia de nanotubos de carbono ser promissora. Um número considerável de outros problemas de engenharia novos terão também que ser resolvidos para que o elevador espacial seja viável. Nem todos os problemas já foram examinados, não obstante, houve quem acreditasse que a tecnologia necessária seria desenvolvida até 2008 e o primeiro elevador espacial poderia estar operacional em 2018.

## Física e estrutura
Existe uma variedade de projetos de elevadores. Quase todos os projetos incluem uma estação base, um cabo, ascensores, e um contrapeso.

### Estação base
O projeto da estação base tipicamente cai em duas categorias — móvel e estacionária. Estações móveis são normalmente projetadas como enormes navios oceânicos, apesar de estações espaciais com bases aéreas já terem sido propostas. As plataformas estacionárias são normalmente localizadas no topo de locais a altas altitudes, como o torres muito altas.
As plataformas móveis tem a vantagem de poderem manobrar para evitar ventos fortes, tempestades, e detritos espaciais. Enquanto as plataformas estacionárias não tem estas vantagens, elas tipicamente tem acesso a fontes de energia mais baratas e confiáveis, e pedem um cabo mais curto. Apesar do decréscimo no tamanho do cabo seja mínimo (tipicamente não mais que alguns quilômetros), este pode reduzir significantemente a largura mínima do cabo no centro, e reduzir o comprimento mínimo do cabo além da órbita geoestacionária significativamente.

### Cabo
O cabo deve ser feito de um material com uma razão extremamente alta de tensão de ruptura/densidade (o stress que um material pode suportar sem se romper, dividido pela sua densidade). Um elevador espacial pode ser economicamente viável se um cabo com uma densidade similar à do grafite e uma tensão de ruptura de ~65–120 gigapascals possa ser produzido em grandes quantidades e a um preço razoável.
Só para comparar, o aço comum tem uma tensão de ruptura inferior a 2 GPa, e o aço mais forte não tem mais que 5,5 GPa, mas o aço é denso. O Kevlar, um material bem mais leve, tem uma tensão de ruptura de 2,6–4,1 GPa, enquanto uma fibra de quartzo pode atingir mais de 20 GPa; as tensões de ruptura de filamentos de diamante seriam teoricamente pouco maiores.
Os nanotubos de carbono parecem ter uma tensão de ruptura e densidade que estão bem além do mínimo desejável para estruturas de elevadores espaciais. A tecnologia para manufaturar grandes quantidades  e tecer cabos desse material está nos seus estágios iniciais de desenvolvimento. Enquanto que teoricamente os nanotubos de carbono possam ter tensões de ruptura além de 120 GPa, na prática a maior tensão de ruptura em um tubo único é de 52 GPa, e estes tubos partem-se na média entre 30 e 50 GPa. Mesmo a mais forte fibra de nanotubos provavelmente terá notavelmente menos resistência que seus componentes. Aumentar a resistência depende de mais pesquisas em pureza, e diferentes tipos de nanotubos.
A maioria dos projetos pede nanotubos de carbono com uma parede simples. Os nanotubos com paredes múltiplas, apesar de atingirem resistência superior, possuem uma massa desproporcionalmente maior e são consequentemente uma escolha pior para fazer o cabo. Outra possibilidade do material é tirar vantagem das propriedades de ligação de alta pressão de nanotubos de uma única variedade. Apesar disto, fazer com que os nanotubos percam alguma resistência pela troca de uma ligação sp² (grafite, nanotubos) por uma sp³, isto vai fazer com que eles fiquem unidos em uma única fibra por mais que a usual, fraca força Van der Waals (VdW), e permitir a manufatura de fibras de qualquer tamanho.
A tecnologia para torcer uma fibra regular com ligações VdW de nanotubos está em sua infância: o primeiro sucesso em torcer uma longa fibra em oposição a peças de apenas alguns centímetros foi relatada bem recentemente (março de 2004); mas a razão entre resistência/peso não era tão boa quanto à do Kevlar devido à inconsistência na qualidade e o pequeno tamanho dos tubos que estavam sendo mantidos juntos pela força VdW.
Note-se que em 2006 os nanotubos de carbono possuem um preço aproximado de US$25/grama, e 20 000 kg — vinte milhões de vezes — será necessário para formar mesmo um elevador inicial. Este preço está diminuindo rapidamente, e a produção em larga escala irá permitir maior redução, mas o preço de um cabo viável de nanotubos de carbono ainda está no campo das conjecturas.
Uma complicação possível e que não foi mencionada na maior parte da literatura é o potencial 'efeito-pretzel' de uma fita de nanotubo de carbono que iria, sem uma diminuição dos ventos, torcer-se em uma forma de pretzel nas áreas da fita expostas à atmosfera. O stress somado destas forças poderia romper a fita e não há uma solução simples para ela. Se a carga mínima constante em uma fita for suficiente (alguns sugeriram 20 toneladas) este enrolamento poderia ser diminuído pela tensão sozinha. Um cabo cilíndrico eliminaria completamente esse problema, já que o enrolamento só precisaria ser diminuído nas extremidades.
As fibras de nanotubo de carbono fazem parte da área de pesquisa de energia no mundo inteiro porque as aplicações se estendem muito além dos elevadores espaciais. Outras aplicações sugeridas incluem pontes suspensas, novos materiais compostos, aeronaves e foguetes mais leves, interconexões de processadores de computadores. Este fato é positivo para os elevadores espaciais, porque provavelmente vai baratear ainda mais o preço do material do cabo.

#### Espessura do cabo
Devido ao seu enorme comprimento, o cabo de elevador espacial deve ser cuidadosamente projetado para suportar seu próprio peso, bem como o peso dos ascensores. A resistência requerida do cabo varia ao longo de sua extensão, uma vez que em cada ponto ele tem que suportar o peso do cabo que está abaixo, ou fornecer uma força centrípeta para segurar o cabo e o contrapeso acima. Em um cabo ideal, a resistência real do cabo em qualquer ponto não deve ser maior que a resistência requerida naquele ponto (mais uma margem de segurança). Isto implica um projeto com largura variável. Usando um modelo que leva em conta as forças gravitacional e "centrífuga" da Terra (e negligenciando os efeitos solares e lunares, muito menores), é possível  mostrar que a área da seção reta do cabo, em função da altura, é dada por:
{\displaystyle A(r)=A_{0}\ \exp \left[{\frac {\rho }{s}}\left[{\begin{matrix}{\frac {1}{2}}\end{matrix}}\omega ^{2}(r_{0}^{2}-r^{2})+g_{0}r_{0}(1-{\frac {r_{0}}{r}})\right]\right]}
Onde {\displaystyle A(r)} é a área da seção transversal em função da distância {\displaystyle r} ao centro da Terra.
As constantes na equação são:
- {\displaystyle A_{0}} é a área da seção transversal do cabo na superfície da Terra.
- {\displaystyle \rho } é a densidade do material do qual o cabo é feito.
- {\displaystyle s} é a resistência à tração do material.
- {\displaystyle \omega } é a frequência de rotação da Terra em torno de seu eixo, 7,292 × 10−5 rad·s-1.
- {\displaystyle r_{0}} é a distância entre o centro da terra e a base do cabo. É aproximadamente o raio equatorial da Terra, 6 378 km.
- {\displaystyle g_{0}} é a aceleração devido à gravidade na base do cabo, 9,780 m·s−2.

Por essa equação, a espessura do cabo no início aumenta rapidamente de forma exponencial, mas diminui a uma altitude igual a algumas vezes o raio da Terra, gradualmente se torna constante quando finalmente atinge uma espessura máxima na órbita geoestacionária. A espessura então começa a diminuir novamente além da órbita geossíncrona.
Portanto a variação da largura do cabo da base até GEO (r = 42,164 km) é dada por: 
{\displaystyle {\frac {A(r_{\mathrm {GEO} })}{A_{0}}}=\exp \left[{\frac {\rho }{s}}\times 4,832\times 10^{7}\,\mathrm {{m^{2}}\!\!\cdot \!{s^{-2}}} \right]}
Usando a densidade e resistência do aço, e assumindo uma espessura de 1 cm ao nível do solo, temos uma espessura de várias centenas de quilômetros (!) na altura da órbita geoestacionária. Isso mostra que o aço, um dos materiais mais usados na engenharia atual, não serve para a construção de um elevador espacial.
A equação mostra que existem quatro formas de obter uma largura realizável na órbita estacionária:
- Usando um material de densidade menor. Não há muito espaço para melhoramento, já que o intervalo de densidade da maior parte do sólidos disponíveis é bem pequena, algo entre 1 000 kg·m−3 e 5 000 kg·m−3.
- Usando um material de resistência maior. Esta é a área onde a maior parte da pesquisa tem seu foco. Nanotubos de carbono são dezenas de vezes mais fortes que os tipos mais fortes de aço, reduzindo em muito a área transversal do cabo na órbita geoestacionária.
- Aumentar a altura da ponta da estação base, onde é conectada a base do cabo. O crescimento exponencial mostrado na equação significa que um pequeno aumento na altura da base resulta em uma grande diminuição na espessura no nível geoestacionário. Foram propostas torres de até 100 km de altura, não só para reduzir a massa do cabo, como para evitar a exposição do cabo aos processos atmosféricos.
- Tornar o cabo o mais fino possível na base. Ele ainda terá que ser suficientemente espesso para suportar uma carga. Entretanto, a espessura mínima na base dependerá da resistência do cabo. Um cabo feito de nanotubos de carbono (um tipo de fulereno) teria tipicamente a largura de um milímetro na base.

### Ascensores
Um elevador espacial não pode ser um elevador típico (com cabos móveis) devido à necessidade que o cabo tem de ser significantemente mais largo no centro que nas pontas. Apesar de existirem projetos que empregam segmentos de cabos móveis ao longo do comprimento do cabo principal, a maior parte dos projetos de cabos pedem por um "elevador" que suba em um cabo estacionário.
Os ascensores vem em um grande leque de desenhos. Sobre os projetos de elevadores cujos cabos são fitas planas, alguns propuseram o uso de pares de roletes para segurar o cabo com fricção. Outros projetos de ascensores envolvem braços móveis contendo blocos ganchos, roletes com ganchos retráteis, levitação magnética (improvável devido a enorme trilha que é requerida no cabo) e numerosas outras possibilidades.
A energia é um dos obstáculos para os ascensores. A densidade de armazenamento energia, mesmo tendo significativos avanços na energia nuclear compacta, não fornecem ainda a performance necessária de taxa de fornecimento para os ascensores. Com a tecnologia atual, as baterias de tamanho apropriado ainda não foram construída. Baterias de corrente contínua usando radioisótopos podem liberar aproximadamente 35 watts por kilograma continuamente (baseado em combustível de Sr-90), permitindo uma razão de massas entre carga e baterias de aproximadamente 1 e uma taxa de subida, se admitirmos alguns valores generosos de eficiência, de aproximadamente 35 milhas por hora. Estes dispositivos não pedem recarga. Outras soluções potenciais envolvem o uso de raios laser ou microondas, e energia solar. Outros projetos possíveis envolvem o uso de:
- energia de freios regenerativos de ascensores descendo passando energia para ascensores subindo, conforme eles passam,
- frenagem magnetosférica do cabo para eliminar as oscilações,
- aquecimento troposférico diferencial no cabo,
- descarga ionosférica pelo cabo.

Os métodos de energia primária (energia via raios laser e microondas) tem problemas significantes tanto de eficiência quanto dissipação de calor dos dois lados, apesar de que com números otimistas para as tecnologias futuras, eles são factíveis.
Energia elétrica transmitida da Terra ou da estação geoestacionária através do cabo pode exigir o uso de materiais supercondutores que ainda não foram desenvolvidos, que poderiam complicar o projeto do cabo e acrescentar problemas potenciais de corrosão e microfissuras. Nanotubos de carbono, apesar de não serem supercondutores, podem ser extremamente condutivos e podem representar uma solução a este problema.
Os ascensores devem estar em intervalos ótimos de forma a minimizar o stress sobre o cabo e as oscilações, e a maximizar a transferência de carga. O ponto mais fraco do cabo é próximo a sua conexão planetária; novos ascensores podem ser lançados tipicamente desde que não haja múltiplos ascensores nesta área ao mesmo tempo. Um elevador que só sobe pode ter a taxa de transferência máxima, mas tem a desvantagem de não permitir a recaptura de energia via os ascensores regenerativos de descida. Adicionalmente, um elevador só de subida irá requerer algum outro método de retorno de pessoas para Terra. Finalmente, ascensores que só subam e que não retornam à Terra devem ser descartáveis; se usados, eles devem ser modulares de forma que seus componentes possam ser utilizados para outros objetivos no espaço. Em qualquer caso, ascensores menores tem vantagem sobre ascensores maiores ao dar melhores opções sobre como intercalar viagens no cabo, mas podem impor limitações tecnológicas.

### Contrapeso
Existem dois métodos dominantes propostos para lidar com a necessidade de um contrapeso: um objeto pesado, como um asteroide capturado ou uma estação espacial, posicionado além da órbita geossíncrona, ou estender o próprio cabo bem além da órbita geossíncrona. A última ideia ganhou mais suporte nos recentes anos devido à relativa simplicidade da tarefa e ao fato que uma carga que tenha chegado ao fim do cabo de contrapeso terá adquirido uma velocidade considerável relativa à Terra, permitindo que seja lançada no espaço interplanetário.

### Momento angular, velocidade e inclinação do cabo
A velocidade horizontal de cada parte do cabo aumenta com a altitude, proporcionalmente à distância do centro da Terra, atingindo velocidade orbital na órbita geossíncrona. Portanto à medida que uma carga sobe pelo elevador espacial, ela precisa ganhar não somente altitude, mas também momento angular (velocidade horizontal) também.
Este momento angular é tirado da própria rotação da Terra. Conforme o ascensor sobe ele está inicialmente movendo-se um pouco mais devagar que o cabo sobre o qual ele se move (efeito Coriolis) e desta forma o ascensor "arrasta" o cabo, carregando-o levemente para o oeste (e necessariamente puxando o contrapeso levemente para o oeste, mostrado como um deslocamento do contrapeso no diagrama para a direita, mudando levemente o movimento do contrapeso. A uma taxa de subida de 200 km/h (se a massa relativa do elevador e cabo tem certos valores) isto irá gerar uma inclinação de 1 grau na parte mais baixa do cabo. A componente horizontal da tensão no cabo não-vertical irá aplicar um empurrão lateral na carga, acelerando-a em direção ao leste (veja o diagrama) e esta é a origem da velocidade que o ascensor necessita. De forma complementar, o cabo puxa para oeste na superfície da Terra, diminuindo insignificantemente a velocidade da Terra, conforme a 3a. Lei de Newton.
Entrementes, o efeito total da força centrífuga agindo no cabo faz com que ele constantemente tente retornar para a orientação energeticamente favorável vertical, assim após um objeto ter sido levantado pelo cabo o contrapeso irá retornar para a vertical como um pêndulo invertido. Desde que o elevador espacial seja projetado de forma que o centro de massa esteja sempre sobre a órbita geossíncrona na máxima velocidade de subida dos ascensores, o elevador não poderá cair. As operações de subida e descida devem ser cuidadosamente planejadas de forma a manter o movimento pendular do contrapeso em torno do ponto do cabo sob controle.
Quando a carga tiver atingido GEO, o momento angular (velocidade horizontal) é suficiente para colocar a carga em órbita.
O processo oposto ocorre por cargas que estejam descendo o elevador, deslocando o cabo para leste e aumentando de forma insignificante a velocidade de rotação da Terra.

### Lançando para o espaço
Podemos determinar  as velocidades que devem ser atingidas ao fim do Torre de Pearson de 144 000 km (ou cabo). No fim da torre, a velocidade tangencial é de 10,93 km/s que é mais que suficiente para escapar do campo gravitacional da Terra e enviar sondas tão longe quanto Saturno. Se um objeto puder deslocar-se livremente pela parte superior da torre, uma velocidade alta o suficiente para escapar do sistema solar pode ser atingida. Isto é possível pela troca de momento angular da torre por velocidade do objeto lançado, da mesma forma que alguém estala uma toalha ou joga uma bola lacrosse. Depois de uma operação destas o cabo terá menos momento angular que o necessário para manter sua posição geoestacionária. A rotação da Terra irá então empurrar o cabo, aumentando sua velocidade angular, fazendo com que o cabo balance para a frente e para trás de seu ponto inicial.
Para velocidades maiores, a carga pode ser acelerada eletromagneticamente, ou o cabo pode ser estendido, apesar de que isto vá exigir uma resistência adicional do cabo.

### Elevadores extraterrestres
Um elevador espacial pode também ser construído em outros planetas, asteroides e luas.
Um elevador marciano pode ser bem mais curto que um na Terra. A gravidade na superfície de Marte é 38% da terrestre, apesar dele girar em torno de seu eixo em uma velocidade semelhante à da Terra. Por causa disso, a órbita geoestacionária marciana é muito mais próxima da terra, e portanto o elevador pode ser bem mais curto. Materiais exóticos podem não ser necessários na construção de um elevador destes. Entretanto, construir um elevador marciano terá um desafio único por que a lua marciana Fobos está em uma órbita baixa que atravessa o equador regularmente (duas vezes a cada período orbital de 11h6min). Uma colisão entre o elevador e a lua de 22,2 km de diâmetro deve ser evitada através do deslocamento ativo do elevador, ou talvez movendo a lua marciana para fora da área. Uma forma simples de resolver o problema de Fobos (inclinação orbital de 1.1 graus) ou Deimos (inclinação orbital de 1.8 graus) é posicionar o elevador espacial 5 graus longe do equador marciano. Haverá uma pequena penalidade na carga, mas o elevador estará fora da inclinação orbital das duas luas. Além disso, o elevador terá uma inclinação de 5-10 graus da vertical na sua base.
De forma similar, um elevador espacial venusiano precisará ser muito maior. Apesar de um elevador espacial posicionado na órbita estacionária de Vênus, que tem uma rotação lenta, provavelmente interceptar o Sol, pode ser feito um que gire com o conjunto de nuvens que se deslocam mais rapidamente, que completam o ciclo em quatro dias terrestres. O cabo provavelmente terá de exceder os 100.000 km de extensão mas, contra intuitivamente, irá experimentar um stress menor devido a gravidade um pouco mais fraca exercida no cabo. Este elevador poderia servir para aeróstatos ou cidades flutuantes nas regiões benignas da atmosfera.
Um elevador espacial lunar precisará ter mais do dobro do comprimento de um elevador terrestre, mas devido à baixa gravidade da lua, pode ser feito de materiais já existentes. De forma alternativa, devido à falta de atmosfera na Lua, um elevador girante pode ser usado com seu centro de massa em órbita em torno da Lua com um contrapeso (e.g. uma estação espacial) na extremidade próxima e uma carga na extremidade distante. O caminho da carga seria uma epicicloide em torno da Lua, tocando o solo em um número inteiro de vezes por órbita. Assim as cargas poderiam ser retiradas da superfície da Lua, e lançadas para longe no ponto alto da órbita.
Asteroides ou luas com rotação rápida podem usar cabos para ejetar materiais para mover estes materiais para pontos convenientes, como a órbita da Terra, ou para ejetar materiais para enviar grande parte da massa do asteroide ou lua para a órbita da Terra ou um ponto de Lagrange. Esta sugestão foi dada por Russell Johnston na década de 1980. Freeman Dyson, um físico e matemático, sugeriu utilizar sistemas pequenos como estes como geradores de energia em pontos distantes do Sol, onde a energia solar não seja econômica.
Pode ser também possível construir elevadores espaciais nos três menores gigantes gasosos, Saturno, Urano e Netuno. Todos estes envolveriam fitas muito mais largas do que nos planetas do sistema solar interior, e precisariam ser 50-60 mil quilômetros mais compridas, mas ainda estariam dentro dos limites de nanotubos avançados. Estes elevadores espaciais exteriores facilitariam a troca de materiais e hélio-3 entre colônias de mineração flutuantes nas atmosferas e colônias em luas locais. Entretanto, dificuldades como os anéis mais baixos no equador e as luas destes planetas gigantes teriam de ser as primeiras dificuldades a vencer.

## Construção
A construção de um elevador espacial será um projeto imenso, exigindo avanços na engenharia e tecnologia física. A NASA identificou "Cinco Tecnologias Chave para o Desenvolvimento Futuro de Elevadores Espaciais":
1. Material para o cabo (e.g. nanotubos de carbono e nanotecnologia) e a torre
2. Colocação e controle do cabo
3. Construção de uma torre alta
4. Propulsão eletromagnética (e.g. levitação magnética)
5. Infraestrutura espacial e o desenvolvimento de uma indústria espacial e economia espacial

Duas formas diferentes de montar um elevador espacial foram propostas.

### Método tradicional
Um plano preliminar envolve enviar toda a massa do elevador para a órbita geossíncrona, e simultaneamente baixar um cabo em direção à superfície da Terra enquanto o outro cabo é liberado na outra direção.
As forças de maré (a gravidade e a força centrífuga) irão naturalmente puxar os cabos diretamente para e além da Terra e manter o elevador balanceado em torno da órbita geossíncrona. À medida que o cabo é liberado, as forças coriolis irão puxar a porção superior do cabo um pouco para o oeste e a parte inferior um pouco para o leste, este efeito pode ser controlado pela variação com que o cabo é liberado.
Entretanto, esta abordagem exige o envio de centenas ou mesmo toneladas de material em foguetes convencionais. Pode ser uma abordagem bastante cara.

### Proposta de Brad Edwards
Bradley C. Edwards, ex-diretor de pesquisas do Institute for Scientific Research (ISR), em Fairmont, Virgínia Ocidental, apresentou um esquema plausível mostrando como um elevador espacial pode ser construído em menos de uma década, em vez de num futuro distante.
Ele propõe que um cabo 'semente' capilar de 18 toneladas seja enviado da forma tradicional, dando um elevador bem leve com uma capacidade de levantamento bem pequena.
Então, cabos progressivamente mais pesados seriam enviados do solo pelo cabo, repetidamente reforçando-o até que o elevador atinja a massa e resistência necessárias. É praticamente a mesma técnica usada para construir pontes suspensas.
Apesar de 18 toneladas para um cabo inicial pareçam bastante, ele na verdade é bastante leve — a massa proposta média é de 0,2 quilogramas por quilômetro. Cabos convencionais de telefone costumam pesar 4 kg/km.

### Outros projetos
Estes projetos estão bem menos desenvolvidos, e serão mencionados aqui bastante superficialmente.
Se o cabo tiver uma resistência à tração de cerca de 62,5 GPa ou mais, então um cabo de largura constante pode passar da órbita geossíncrona sem partir sob o próprio peso. A extremidade distante pode então ser enviado de volta para a Terra formando um laço de largura constante. Os dois lados do laço serão mantidos afastados naturalmente pela força coriolis devido à rotação da Terra e o cabo. Com o aumento exponencial da largura do cabo a partir do solo uma construção rápida de um novo elevador pode ser executada (ainda há a ajuda de que nenhum ascensor ativo é necessário, e a energia é aplicada mecanicamente). Entretanto, como o laço voa a um velocidade constante, entrar ou deixar o laço pode ser um desafio, e a força do laço é menor que um projeto convencional, reduzindo a carga máxima que pode ser enviada sem partir o cabo.
Outras estruturas como múltiplos projetos em laço ligados mecanicamente pendurados de um elevador com diâmetro exponencial também podem ser feitos, e parece que evitam o raio laser: este projeto possui uma capacidade superior que um laço simples, mas ainda exige pelo menos o dobro de material.

## Falhas, problemas de segurança e dificuldades de construção
Como com qualquer estrutura, existe um número de formas para as coisas darem errado. Um elevador espacial pode apresentar um problema navegacional considerável, tanto para aeronaves quanto espaçonaves. Espaçonaves podem ser mantidas sob controle com restrições simples de controle de tráfego aéreo, mas o impacto com objetos espaciais (em particular, com meteoroides e micrometeoritos) oferecem um problema maior.

### Satélites
Se nada for feito, essencialmente todos os satélites com perigeu abaixo do topo do elevador irão eventualmente colidir. Duas vezes por dia, cada plano orbital terá uma intersecção com o elevador, a medida que a rotação da terra balança o cabo em torno do equador. normalmente o satélite e o cabo não estarão alinhados. Entretanto, exceto para as órbitas sincronizadas, o elevador e o satélite irão eventualmente ocupar o mesmo lugar no mesmo momento, quase que certamente levando a uma falha estrutural do elevador espacial e a destruição do satélite.
A maior parte dos satélites ativos são capazes de algum grau de manobra orbital e podem evitar estas colisões previsíveis, mas satélites inativos e outro lixo em órbita precisarão ser ou preemptivamente removidos de órbita por coletores de lixo ou precisarão ser observados cuidadosamente e desviados quando a órbita se aproximar do elevador. Os impulsos necessários serão pequenos, e precisarão ser aplicados raramente; um sistema de vassoura laser pode ser suficiente para esta tarefa. Além disso, o projeto de Brad Edward permite que o elevador saia do caminho, porque os pontos de fixação ficam nos oceanos e são móveis. Além disso, as oscilações transversais do cabo podem ser controladas por forma a garantir que o cabo evite os satélites cuja trajetória é conhecida. As amplitudes necessárias são modestas, em relação ao comprimento do cabo.

### Meteoroides e micrometeoritos
Meteoroides são um problema mais difícil, já que são imprevisíveis e geralmente há pouco tempo disponível entre a detecção e rastreamento deles à medida que se aproximam da Terra. À primeira vista é provável que um elevador espacial irá sofrer algum impacto de algum tipo, não importa o quão cuidadosamente guardado ele seja. Entretanto, a maior parte dos projetos de elevadores espaciais usam múltiplos cabos paralelos separados uns dos outros por estruturas com uma margem de segurança suficiente para que danos de um ou dois cabos ainda permitem que os cabos restantes irão suportar todo o peso do elevador enquanto os reparos são feitos. Se os cabos forem arranjados de forma apropriada, nenhum impacto sozinho poderá danificar cabos o suficiente para sobrecarregar os cabos restantes.
Muito piores que os meteoroides são os micrometeoritos; pequenas partículas viajando em altas velocidades encontradas em altas concentrações a certas altitudes. Evitar os micrometeoritos é essencialmente impossível, e isto garante que cabos do elevador estarão sendo contínuamente cortados. A maior parte dos métodos projetados para tratar deste problema envolvem um projeto semelhante a um hoytether ou a uma rede de cabos em um arranjo cilíndrico ou planar com dois ou mais cabos helicoidais. A construção de um cabo como uma mesh em vez de uma fita ajuda a evitar os danos colaterais de cada impacto de micrometeoritos.
Não é suficiente, entretanto, que outras fibras sejam capazes de suportar a carga de uma fibra danificada — o sistema também deve sobreviver aos efeitos imediatos e dinâmicos da falha das fibras, que gera projéteis apontados para o próprio cabo. Por exemplo, se o cabo tem uma tensão de trabalho de 50 GPa e um Módulo de Young de 1 000 GPa, suas fibras serão 0,05 e sua energia elástica será 1/2 × 0,05 × 50 GPa = 1,2×109 joules por metro cúbico. A ruptura de uma fibra irá resultar em duas ondas de des-tensionamento afastando-se na velocidade do som na fibra, com os segmentos das fibras atrás de cada onda movendo-se a mais de 1 000 m/s (mais que a velocidade do disparo de um rifle M16). A menos que estes projéteis rápidos sejam parados com segurança, eles irão partir outras fibras, iniciando um colapso em cascata capaz de danificar o cabo. O desafio de evitar que a quebra de fibras dê início a uma falha catastrófica em cascata parece que não foi examinada na literatura atual (janeiro de 2005) sobre elevadores espaciais terrestres. Problemas deste tipo devem ser mais fáceis de resolver em aplicações de tensão mais baixa (e.g. elevadores lunares).

### Corrosão
Corrosão é um risco importante para qualquer elevador de construção fina (que a maioria dos projetos pedem). Na atmosfera superior, o oxigênio atômico lentamente consome a maior parte dos materiais. Um elevador terá consequentemente que ser feito de um material resistente à corrosão ou ter um revestimento anticorrosivo, o que irá aumentar o peso. Ouro e platina são praticamente imunes ao oxigênio atômico; e vários outros materiais bem mais comuns como o alumínio são danificados bem lentamente e podem ser reparados conforme a necessidade.
Outra solução potencial para o problema da corrosão é a renovação contínua da superfície do cabo (que pode ser feita com elevadores padrão, possivelmente mais lentos). Este processo dependerá da composição do elevador e pode ser feito em nanoescala (pela troca das fibras individuais) ou em segmentos.

### Defeitos no material
Qualquer estrutura grande como um elevador espacial terá quantias enormes de pequenos defeitos no material de construção. Foi sugerido que, como as estruturas maiores tem mais defeitos que as estruturas menores, que grandes estruturas são inerentemente mais fracas que estruturas menores, dada uma resistência de nanotubo de carbono estimada de somente 24 GPa para somente 1,7 GPa nas amostras na escala dos centímetros, o último equivalente a muitos aços de alta resistência, que seria muito menos que o necessário para construir um elevador espacial a um custo razoável.

### Danos causados pelo clima
Na atmosfera, os fatores de risco dos ventos e raios tornam-se importantes. A forma básica de diminuir estes riscos é a localização. Desde que a base do elevador espacial fique a no máximo dois graus do equador, ele ficará na zona de tranquilidade entre as células de Hadley, onde existem relativamente poucas tempestades e outras manifestações violentas do clima. As tempestades restantes podem ser evitadas pela movimentação de uma plataforma flutuante. O risco de raios pode ser minimizado usando uma fibra não-condutora com um revestimento resistente à água para evitar que um caminho condutivo se forme. O risco dos ventos pode ser minimizado pelo uso de uma fibra com uma área transversal pequena que possa girar com o vento para reduzir a resistência. A formação de gelo no cabo também apresenta um problema potencial. Ele pode acrescentar um peso significativo ao cabo e afetar a passagem de carros elevadores. Além disso, a queda de gelo do cabo pode danificar os carros elevadores ou o próprio cabo.
Um resultado razoável recente é que ventos com altas velocidades podem esticar o cabo horizontalmente na superfície da Terra talvez algumas centenas de quilômetros. Supreendentemente, o stress no cabo não é aumentado significativamente (uma vez qu eo elevador tem dezenas de milhares de quilômetros de comprimento o acréscimo percentual é pequeno) e nenhum dano sério é previsto.

### Sabotagem
A sabotagem é um problema relativamente inquantificável. Um elevador espacial pode se tornar um alvo atrativo para um terrorista ou outro ataque motivado por política. A preocupação com sabotagem pode ter um efeito sobre a localização, acrescentando a limitação de evitar territórios instáveis à exigência de localização equatorial.

### Vibrações harmônicas
Um risco final de falha estrutural vem da possibilidade de vibrações harmônicas no cabo. Como as cordas mais curtas e mais familiares de instrumentos musicais de corda, o cabo de um elevador espacial possui uma frequência de ressonância. Se o cabo recebe uma excitação nesta frequência, por exemplo pela viagem de elevadores para cima e para baixo, a energia vibracional vai se somando até níveis perigosos e exceder a resistência do cabo. Isto pode ser evitado pelo uso de sistemas de atenuação pelo cabo, e pelo agendamento de viagens para cima e para baixo do cabo mantendo a frequência de ressonância em mente. Pode ser possível atenuar a frequência de ressonância contra a magnetosfera terrestre.

### No evento de uma falha
Se apesar de todas estas precauções o elevador for danificado, o cenário resultante depende de onde exatamente a quebra acontece:

#### Corte perto da ancoragem
Se o elevador for cortado no seu ponto de ancoragem na superfície da Terra, a força exercida pelo contrapeso fará com que todo o elevador suba para uma órbita estável. Isto porque um elevador espacial deve ser mantido sob tensão, com uma força centrífuga maior que a força gravitacional puxando para ou outro lado, ou então qualquer carga adicional acrescida na base do elevador irá derrubar toda a estrutura.
A altitude da porção baixa do cabo danificado irá depender de detalhes da distribuição de massa do elevador. Teoricamente, a ponta solta pode ser recuperada e presa novamente. Esta deve ser uma operação extremamente complexa, exigindo um ajustamento cuidadoso do centro de gravidade do cabo para fazer com que desça para a superfície novamente na posição correta. Pode ser mais fácil construir um novo sistema neste tipo de situação.

#### Corte a cerca de 25 000 km
Se a quebra ocorrer a uma altitude maior, a até 25 000 km, a porção inferior do elevador irá descer à Terra e enrolar-se em torno do equador para leste do ponto de ancoragem, enquanto a parte superior agora desbalanceada irá para uma órbita superior. Alguns autores (como os escritores de ficção científica David Gerrold em Jumping off the Planet, (Kim Stanley Robinson em Red Mars, e Ben Bova em Mercury) sugeriram que este tipo de falha pode ser catastrófica, com os milhares de quilômetros de cabo caindo e criando uma destruição meteórica ao longo da superfície da Terra. Entretanto, na maior parte dos projetos de cabos, a parte superior de qualquer cabo que caia em direção à Terra irá se queimar na atmosfera terrestre. Além disto, por que os cabos iniciais propostos (os único que tem maior probabilidade de partir-se) tem uma massa bem pequena (menos de 1 kg por quilômetro) e são chatos, a porção inferior provavelmente irá baixar à Terra com menos força que uma folha de papel devido à resistência do ar.
Se a quebra ocorrer no lado do contrapeso do elevador, a porção inferior, incluindo a "estação central" do elevador, irá cair inteiramente se não houver um mecanismo de auto-destruição do cabo logo abaixo dela. Dependendo do tamanho, entretanto, ela irá queimar na reentrada.

#### Ascensores do elevador
Qualquer ascensor na seção que está caindo irá também reentrar na atmosfera terrestre, mas é provável que os ascensores sejam projetados com este tipo de emergência em mente. É praticamente inevitável que alguns objetos — ascensores, membros estruturais, tripulações de reparo, etc. — acidentalmente cairão do elevador em algum momento. O seu destino subsequente dependerá da sua altitude inicial. Exceto na altitude geossíncrona, um objeto em um elevador espacial não está em uma órbita estável e assim a sua trajetória não irá permanecer paralela a ele. O objeto irá entrar em uma órbita elíptica, cujas características dependerão de onde o objeto estava no elevador quando foi solto.
Se a altitude inicial do objeto em queda no elevador for menor que 23 000 km, sua órbita terá um apogeu na altitude em que ele se soltou do elevador e um perigeu na atmosfera terrestre — ele irá intersectar a atmosfera em algumas horas, e não irá completar uma órbita inteira. Acima desta altitude crítica, o perigeu será sobre a atmosfera e o objeto irá completar uma órbita completa para retornar à altitude de onde iniciou. Então o elevador estará em algum outro lugar, mas uma espaçonave pode ser enviada para recuperar o objeto ou então removê-lo. Quanto menor a altitude que o objeto cai, maior a excentricidade de sua órbita.
Se um objeto cair de altitude geoestacionária irá permanecer imóvel em relação ao elevador, como num voo orbital. Em altitudes maiores, o objeto estará novamente em uma órbita elíptica, desta vez com um perigeu na altitude em que o objeto foi libertado, e com um apogeu maior. A excentricidade da órbita aumenta com a altitude de onde foi solto o objeto.
Acima de 47 000 km, entretanto, um objeto que se solte do elevador terá uma velocidade superior à velocidade de escape local da Terra. O objeto irá em direção ao espaço interplanetário, e se houver alguém a bordo terá de ser resgatado por uma nave espacial.

### Cinturão de Van Allen
O elevador espacial vai passar pelo cinturão de Van Allen. Este não é um problema para a maior parte das cargas, mas a quantidade de tempo que um ascensor passa nesta região causará o envenenamento radioativo para qualquer ser humano ou outro ser vivo desprotegido.
Algumas pessoas especulam que os passageiros e outras coisas vivas continuarão a viajar em foguetes de alta-velocidade, enquanto o elevador espacial ficará levando carga. Pesquisas em escudos contra radiação leves e técnicas para limpar os cinturões estão sendo feitas.
Técnicas mais convencionais e técnicas mais rápidas de reentrada atmosférica como o aerobraking podem ser empregadas na descida para minimizar a exposição radioativa. Jatos para deorbitar usam relativamente pouco combustível e são baratos.
Uma opção óbvia seria o elevador ter escudos para proteger os passageiros, apesar disto reduzir a capacidade total. Alternativamente, o próprio escudo poderia em certos casos consistir de carga útil, como, por exemplo, alimentos, água, combustível, ou material de construção/manutenção, e nenhum custo adicional de proteção seria necessário no caminho para cima.
Para proteger os passageiros da radiação do cinturão de Van Allen, deve ser utilizado material composto de elementos leves, em vez de proteção de chumbo. De fato, elétrons de alta energia nos cinturões de Van Allen produzem Raios X perigosos quando atingem átomos de elementos pesados. Este processo é conhecido como bremsstrahlung, ou radiação de quebra. materiais que contenham grandes quantias de hidrogênio, como água ou plásticos leves, como o poliestireno, e metais leves como o alumínio, são melhores que os materiais mais pesados como o chumbo para evitar esta radiação secundária. Este tipo de proteção com elemento leves, se for forte o suficiente para proteger contra a radiação de partículas de Van Allen também irá fornecer uma proteção adequada contra a radiação X vinda do sol durante eventos de tempestades solares e ejeção de massa coronal.

## Aspectos econômicos
Com um elevador espacial, materiais podem ser colocados em órbita a uma fração do custo atual. Os foguetes modernos tem preços que estão na ordem dos milhares de dólares por quilograma para transferência para órbita terrestre baixa. Para um elevador espacial, o preço pode ficar em uma ordem de poucas centenas de dólares por quilogramas, ou possivelmente menos.
Os elevadores espaciais exigem um alto investimento de capital, mas as despesas de manutenção são baixas, de forma que eles são mais compensadores economicamente se puderem ser utilizados por bastante tempo para transportar grandes quantidades de carga. O mercado atual de lançamento de cargas pode não ser grande o suficiente para tornar interessante o elevador espacial, mas uma queda dramática no preço do lançamento de material em órbita provavelmente irá resultar em novos tipos de atividades espaciais se tornando economicamente viáveis. Neste aspecto eles são bastante similares com outros projetos de infraestrutura como vias elevadas ou linhas de trem.
Os custos de desenvolvimento são praticamente equivalentes, em dólares atuais, ao custo do desenvolvimento do sistema do ônibus espacial (vaivém espacial em Portugal). Ainda é questão de especulação se um elevador espacial irá retornar o investimento, ou se seria melhor gastar mais dinheiro no desenvolvimento de tecnologias de foguete. Se o o elevador custar aproximadamente o mesmo que o programa do ônibus espacial, o retorno do investimento de desenvolvimento pode tomar menos que algumas centenas de milhares de toneladas lançadas na órbita baixa da Terra ou cinco mil toneladas lançadas em órbita geossíncrona.

## Aspectos políticos
Um problema potencial com o elevador espacial poderá ser o aspecto da propriedade e do controle. Um elevador destes irá exigir um investimento significativo (as estimativas começam em cerca de US$ 5 bilhões para um elevador bem primitivo), e pode levar pelo menos uma década para cobrir estas despesas. Atualmente, poucas entidades podem gastar com a indústria espacial um valor desta magnitude.
Supondo que um esforço governamental multinacional seja capaz de produzir um elevador espacial funcional, muitos problemas políticos deverão ser resolvidos. Que países usarão o elevador e com que frequência? Quem será o responsável pela sua defesa contra terroristas ou países inimigos? Um elevador espacial pode causar divisões entre os estados acerca das aplicações militares do mesmo. Além disto, o estabelecimento de um elevador espacial irá exigir o conhecimento das posições e órbitas de todos os satélites existentes na órbita da Terra e sua remoção se eles não puderem ser evitados apropriadamente pelo elevador (a menos que a estação base possa mover-se para permitir que o elevador evite os satélites, como proposto por Edwards).
Um elevador inicial pode ser utilizado em relativamente pouco tempo para colocar em órbita os materiais para construir mais elevadores, mas os proprietários do primeiro elevador podem recusar-se a transportar estes materiais para manter seu monopólio.
Como os elevadores espaciais (independente do projeto) são inerentemente frágeis, mas são estruturas de valor militar estratégico, eles provavelmente serão os primeiros alvos em qualquer conflito com um estado que controle um deles. Consequentemente, muitos militares preferirão continuar o desenvolvimento de foguetes convencionais (ou alguma tecnologia de lançamento similar) para oferecer métodos secundários de acesso ao espaço.
O custo do elevador espacial não é excessivo se comparado com outros projetos e é bastante razoável supor que vários países ou um consórcio internacional seja feito para desenvolver um projeto. De fato, existem companhias e agência em alguns países que expressaram interesse no conceito. Geralmente projetos na escala de um elevador espacial precisam ser ou uma parceria público-privada ou projetos governamentais, e envolvem múltiplos parceiros. Também é possível que uma empresa privada (apesar dos riscos) forneça o financiamento — várias empresas de investimentos pesados declararam seu interesse na construção do elevador espacial como uma iniciativa privada.
A motivação política para um esforço colaborativo vem da natureza desestabilizadora potencial do elevador espacial. O elevador espacial tem aplicações militares óbvias, mas mais crítica é a vantagem econômica que ele dará para a entidade que o controle. A informação que flui pelos satélites, energia futura do espaço, planetas com propriedades e os minerais associados, e a vantagem militar básica pode ser toda ela potencialmente controlada pela entidade que controlar o acesso ao espaço pelo elevador espacial. Uma colaboração espacial poderá resultar em múltiplos elevadores em vários locais em torno do globo, já que os outros elevadores serão significativamente mais baratos, permitindo desta forma o acesso generalizado ao espaço e consequentemente eliminando as instabilidades que um sistema singular poderia causar.
Arthur C. Clarke comparou o projeto do elevador espacial ao esforço de Cyrus Field para construir o primeiro cabo telegráfico transatlântico, o "Projeto Apolo de sua era".

### Organizações
- The National Space Society Special Interest Chapter for the Space Elevator (NSECC)
- Ing-Math.Net (Germany) - Ing-Math.Net (German Max-Born Space Elevator Team 2006)
- Elevator:2010 Space elevator prize competitions
- Space elevator, Institute for Scientific Research Last news item on web site dated July, 2004.
- The Space Elevator: 3rd Annual International Conference 28 June-30, 2004 in Washington, D.C.
- 3rd Annual International Conference Presentations
- 4th Annual International Conference Presentations
- LiftWatch.org - Space Elevator News
- Liftport Group - The Space Elevator Companies

### Animações
- View space elevator animation Windows Media Video (WMV) file - Institute for Scientific Research
- Download space elevator animation Windows Media Video (WMV) file - Institute for Scientific Research
- Brief video (realmedia format) of the space elevator concept

### Outras ligações
- Project of the Scientific Workgroup for Rocketry and Spaceflight(WARR) (german)
- The Space Elevator Reference
- California Engineering Company's Site Regarding Improvements to Current Designs
- A major Russian site about space elevators, by Y. Artsutanov and D. Tarabanov
- Some technical papers and a numerical/graphical tool for calculating ribbon properties and deployment scenarios.
- HowStuffWorks article on the space elevator
- The Space Elevator: A Brief Overview
- Space Elevator in 3D for Google Earth
- Orbital Towers and Space Elevators

### Artigos
- To the Moon in a Space Elevator? (4 February 2003 Wired News)
- Liftoff (teenage education): Space Towers
- Audacious & Outrageous: Space Elevators
- Various thoughts on space elevators posted by Blaise Gassend
- There have been accusations of corruption in NIAC's award process see:  and .
- Space elevator robot passes 1,000-foot mark
- The Economist : Waiting For The Space Elevator (Jun 8th 2006 - subscription required)
- CBC Radio Quirks and Quarks November 3, 2001 Riding the Space Elevator